# نام‌ها و لقب‌های فاطمه زهرا
می‌توان فاطمه را از محبوب‌ترین شخصیت‌ها در نزد شیعیان نامید، بسیاری از شیعیان برای وی مقامی والا قائلند و معتقدند که فاطمه جبرئیل را می‌دیده است و حتی پس از مرگ پدرش محمد، از او گونه‌ای از وحی را دریافت می‌نموده است که البته کیفیت این وحی با قرآن متفاوت بوده، تمامی آن، در مصحف فاطمه گرد آوری شده است که نزد امامان شیعه بوده است. از همین روی او را محدثه لقب می‌دهند، آنچنانکه مریم را نیز محدثه می‌نامند.
برخی از مسلمانان به او لقب «مریم دوم» یا «مریم کبری» نیز داده‌اند. به عقیده بسیاری از مسلمانان خدیجه مادر فاطمه نیز همچون فاطمه از بهترین و مقدس‌ترین زنان تاریخ به‌شمار می‌آید. این دو در امور اسلامی و اخروی مربوط به زنان، نقش مهمی را ایفا می‌نمایند. همچنین امامان شیعه و سادات از طریق فاطمه و علی ابن ابی‌طالب از نسل محمد به حساب می‌آیند. تا آنجا که در طول تاریخ به فرزندان فاطمه، «پسران رسول خدا» (ابن رسول‌الله)، گفته می‌شده است.

## نام‌ها
فاطمه دختر محمد به گفته جعفر صادق دارای ۹ نام مخصوص بوده است.

### فاطمه
معانی مختلفی برایش در منابع اسلامی آورده شده است: بریده و جدا شده از هرگونه بدی، شیعیان و دوستانش را از آتش جهنم می‌رهاند. به وسیله علم و کمال از شیر گرفته شده است، انسان‌ها نمی‌توانند مقام او را درک کنند. از نام «فاطر» خدا گرفته شده است.بدیل ندارد و هرگز خون حیض ندید.
- از محمد بن علی، امام پنجم شیعیان روایت شده: خداوند فاطمه را از جهل و پلیدی جدا نموده است، لذا «فاطمه» نام گرفته است. سپس ادامه داد: به خدا قسم، خداوند در عالم پیمان و عهد (عالم ذر) فاطمه را از جهل و پلیدی جدا کرده است.[۸]

### صدیقه
به زنی صدیقه گویند که بسیار راستگو باشد. زنی که هم در عمل، هم در گفتار و هم در اعتقادات و ایمان صادق باشد.
- به علی بن موسی (امام هشتم شیعه دوازده امامی) منسوب است: فاطمه زنی «بسیار راستگو» بود و شهیده از این دنیا رفت.[۹]
- در بحارالانوار و دیگر منابع به عایشه منسوب است: کسی را راستگوتر از فاطمه، غیر از پدرش (محمد) ندیدم.[۱۰]

### مبارکه
بَرَکَتْ یعنی فایدهٔ ثابت.
- به عبدالله بن سلیمان منسوب است: اوصاف محمد را در انجیل خواندم که او زیاد نکاح می‌کند و نسل کمی خواهد داشت و نسل او از «دختری مبارک» به وجود خواهد آمد که برای او خانه‌ای در بهشت آماده گشته است…[۱۲]

### طاهره
طاهرة یعنی زن پاکیزه از نجاست و نقص.
- به باقر، امام پنجم شیعیان دوازده امامی منسوب است که از پدران خود نقل کرد: فاطمه چون از هرگونه پلیدی و گناه پاک بود، «طاهره» نامیده شد. هرگز فاطمه خون حیض یا خون نفاس ندید.[۱۴]

### زکیه
زَکیّة در لغت پاکیزه بودن و رشد و نمو را معنی می‌دهد. پاکیزه بودن از هرگونه رجس، گناه یا صفات رذیله.
- در بحارالانوار و دیگر منابع از قول علی آمده: «من شوهر بتول، سرور زنان عالم هستم. فاطمه‌ای که اهل تقوا، پاکدامنی و نیکوکاریست، او که از طرف خداوند هدایت شده است، دوست او، دوست خداست، بهترین دختر و فرزند پیامبر خداست، گل خوشبوی پیامبر اکرم است…»[۱۵] «... درود بر تو ای زن با فضیلت! و ای زنی که از هر آلودگی خود را پاک نموده‌ای.»[۱۶]

### مظلومه
- به جابر بن عبداللَّه منسوب است که: محمد وارد منزل فاطمه شد در حالی که عبایی از پشم شتر بر دوش فاطمه بود و با دست آسیا می‌کرد. پیامبر نگاهی به فاطمه کرد و گفت: عجله کن و تلخی‌های دنیا را تحمل کن تا فردا به نعمت‌های آخرتی نائل گردی، چرا که خداوند بر من نازل کرده است که آنقدر پروردگارت به تو می‌بخشد که تو راضی شوی.»[۱۷]

درسا
این نام هم منسوب به حضرت زهرا می باشد.درسا به زیبایی و حیا و عفت ایشان اشاره دارد.این نام به معنی مروارید به گرانبها بودن ایشان روی زمین اشاره دارد.

### مرضیه
به این معنا که تمامی رفتارها و اخلاقش مورد خشنودی خدا و رسول خداست و شیعیان آن را از مصادیق آیه ۱۱۹ مائده می‌دانند.

### شهیده
۱) «محدثه» به فتح دال، یعنی زنی که برای او حدیث گفته می‌شد.
- از قول جعفر صادق آمده: فاطمه را «محدثه» گویند، چون ملائکه از آسمان به پایین می‌آمدند و همانگونه که ملائکه با مریم سخن می‌گفتند، با فاطمه نیز سخن می‌گفتند. شبی از فرشتگان سؤال کرد: آیا برترین زن عالم، مریم دختر عمران نیست؟ فرشتگان عرضه داشتند: مریم سرور زنان زمان خود بود، اما خداوند شما را برترین زن جهان قرار داده است، هم در زمان خودت و هم در زمان مریم و سرور همهٔ زنان از اول عالم تا آخر جهان.[۱۸]
- در بحارالانوار و منابع دیگر به محمد بن ابوبکر منسوب شده که: وقتی آیه «و ما أرسلنا من قبلک من رسول و لا نبیّ و لا محدث» نازل شد من گفتم: آیا فرشتگان با غیر از پیامبران نیز سخن می‌گویند؟ «صادق گفت: مریم پیامبر نبود ولی «محدثه» بود، یعنی فرشتگان با او سخن می‌گفتند. مادر موسی نیز محدثه بود، ولی پیامبر نبود. ساره همسر ابراهیم، محدثه بود، امّا پیامبر نبود. فرشتگان با او ملاقات نمودند و بشارت اسحاق و یعقوب را به او دادند؛ و فاطمه ملائکه را می‌دید و از آن‌ها حدیث می‌شنید، اما پیامبر نبود.[۱۹]

۲) «محدثه» بکسر دال یعنی زنی که برای دیگران نقل حدیث می‌کند.

### زهراء
زهراء، مؤنث الزهراء است، که در لغت، درخشنده، روشن، معنی می‌دهد.
- به نقل از بحارالانوار، جابر از حسین سؤال کرد: چرا فاطمه را «زهراء» نامیده‌اند؟ او گفت: خدا فاطمه را از نور عظمت خود آفرید. وقتی فاطمه درخشید، زمین و آسمان را نورانی کرد. چشمهای ملائکه غرق نور شد و خداوند را سجده کردند و از روی تعجب گفتند: خداوندا! این چه نوری است؟ وحی شد که این یکی از نورهای من است، در آسمان جایش دادم و او را از طریق پیامبر متولد گردانیدم و او را بر همهٔ پیامبران برتری دادم و از آن نور، ائمهٔ هدی به وجود آمدند، تا دستورهای مرا اجرا نمایند و مردم را هدایت کنند، آن‌ها بعد از قطع شدن وحی، جانشینان من در زمین هستند.[۲۰]
- به عایشه منسوب است که: شب هنگام، ما در نور صورت فاطمه خیاطی، پشم‌ریسی و بافندگی می‌کردیم و چون صورتی بسیار درخشنده داشت «زهراء» نامیده شد.[۲۱]

## لقب‌ها
به گفته مهدی آذر طوسی کارشناس امور دینی فاطمه زهرا ۱۲۴ لقب دارد.

### کوثر
کوثر برگرفته از آیه «انا اعطیناک الکوثر» است. در کتاب‌های تفسیری برای این آیه معانی مختلفی برشمرده شده است. مشهورترین آنها حوضی معروف در قیامت یا نام رودی در بهشت است. اما در اصل «کوثر» به معنی سرمایه پایان‌ناپذیر یا خیر کثیر و فراوان گفته شده است. سیوطی از دانشمندان اهل سنت، به نقل از ابن‌عباس آن را خیر فراوانی می‌داند که خدا به محمد اعطا کرده است. از نظر فخر رازی دیگر مفسر اهل سنت، منظور از کوثر وجود فاطمه دختر پیامبر اسلام است. در روایات پر شمار اسلامی از منابع اهل سنت و شیعه از پیامبر اسلام نقل است به جهت آنکه نسل پیامبر اسلام از طریق فاطمه ادامه یافته، کوثر از لقب‌های معروف و مشهور او گردیده است.

## کنیه‌ها
کنیه، برای تعظیم و تکریم اشخاص به کار می‌رود. فاطمه کنیه‌های زیادی دارد، که تعدادی از آن‌ها بدین صورت است:
1. اُمّ‌الحسن
2. اُمّ‌الحسین
3. اُمّ‌المحسن
4. اُمّ‌الأئمة
5. اُمّ‌أبیها
6. اُمّ‌الخیرة
7. اُمّ‌المؤمنین
8. اُمّ‌الأخیار
9. اُمّ‌الفضایل
10. اُمّ‌الأزهار
11. اُمّ‌العلوم
12. اُمّ‌الأسماء[۲۴][۲۵][۲۶][۲۷][۲۸]